# Vila Kouřimka
Vila Kouřimka je secesní vila postavená v Poděbradech podle návrhu architekta Josefa Fanty. Nachází se v ulici Pionýrů a na nároží lázeňského parku. Vila je od roku 2000 chráněna jako kulturní památka České republiky. Dle památkového katalogu Národního památkového ústavu vila patří mezi Fantova nejvýznamnější díla.

## Historie

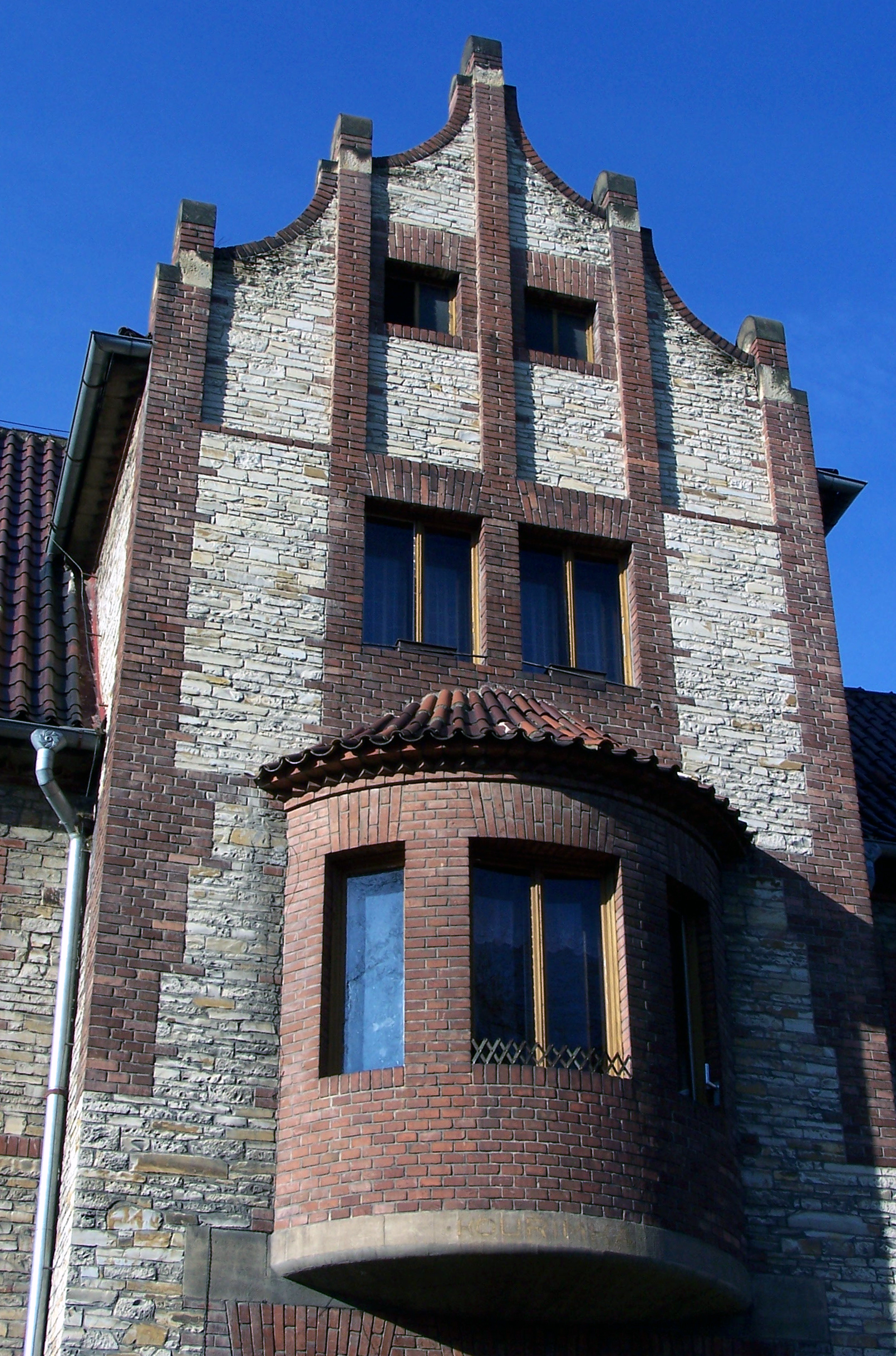
Detail

Založení poděbradských lázní v roce 1908 podnítilo stavbu nových vil a penzionů s pokoji pro lázeňské hosty (prvním byla Vondrovicova Chodská vila na Riegrově náměstí). Jeden z takových penzionů nechala vystavět Františka Geisselreiterová podle návrhu architekta Josefa Fanty. Ten už dříve navrhl vilu pro jejího švagra Vojtěcha Obereignera. Fanta vilu navrhl roku 1910, stavbu provedla v letech 1913–1915 místní stavitelská firma Josefa Kocha. Dům nejprve nesl jméno Charitas a později Kouřimka podle rodiště manžela stavitelky, ředitele Geiselreitera.

## Popis

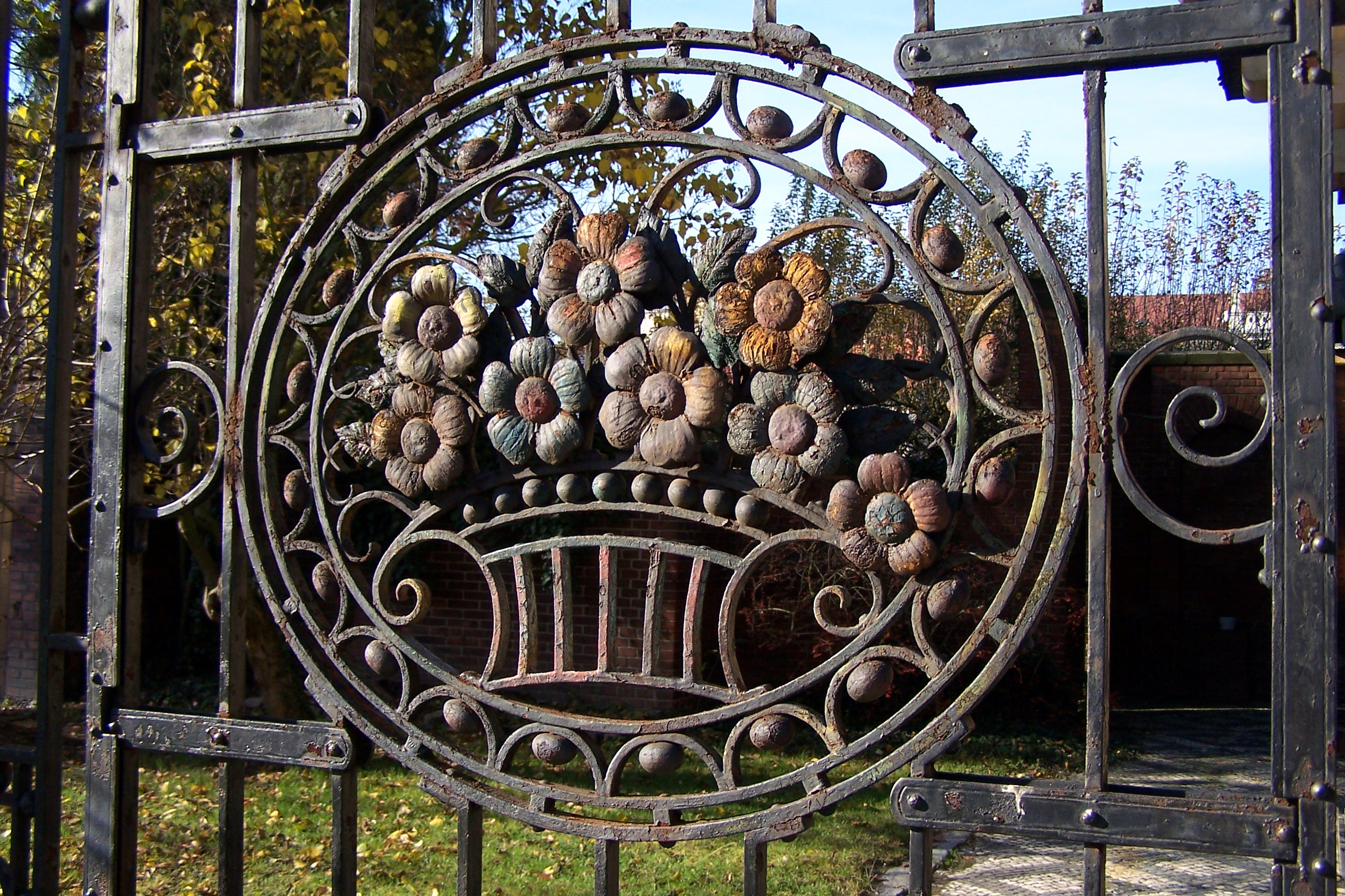
Ozdobná mříž

Romanticky vyhlížející vila je podobně jako v případě Obereignerovy vily inspirována severským stylem, ve svém výrazu je však uměřenější. Je vystavěna z neomítnutého opukového zdiva, zkombinovaného se zdivem z červených cihel a dekorativními pískovcovými články. Oproti starší Obereignerově vile postrádá plastický dekor a sochařskou výzdobu. Hlavní obytné průčelí směřuje do lázeňského parku. Dominuje mu převýšený rizalit s půlkruhovým arkýřem v prvním patře. Budova má vysoké stupňovité štíty. Uvnitř se nacházelo 14 zařízených pokojů pro hosty penzionu.

## Vila v kultuře
Ve vile se natáčel seriál Ordinace v růžové zahradě.